# Maria Isabella Josepha van Horne

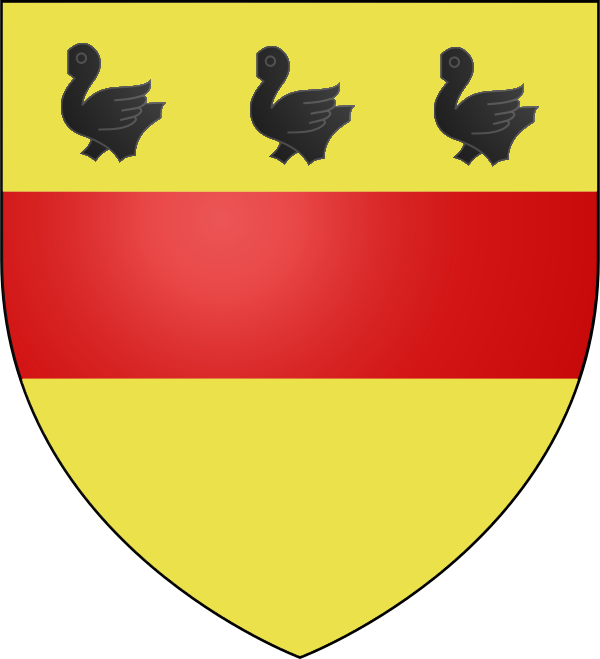
Wapen van Maria van Horne

Juffrouw Maria Isabella Josepha van Horne (Antwerpen, 28 augustus 1721 - Antwerpen, 29 mei 1773) was een adellijke juffrouw uit Antwerpen en belangrijke geldschieter van de Sint-Joriskerk te Antwerpen en de Sint-Niklaaskerk te Hemiksem.

## Familie en bezittingen
De ouders van Maria van Horne waren Gasparus Josephus van Horne en Ludovica Maria Francisca Gansacker. Haar vader was ridder,  stadssecretaris en schepen te Antwerpen. Haar moeder was de dochter van de heer van Schelle. Zij was de enige erfgename van haar vader. In 1748 kwam zij zo in het bezit van het kasteel "Hoog Poorte" in Hemiksem, dat door de familie als buitenverblijf gebruikt werd.

## Bouw en inrichting van de Sint-Niklaaskerk
De oude Sint-Niklaaskerk van Hemiksem was in slechte toestand. Noch de notabelen van het dorp, noch de heren van de Sint-Bernardusabdij wilden een nieuwe kerk betalen. Maria van Horne besloot in 1770 om zelf de bouw en inrichting van een nieuwe kerk in Hemiksem te bekostigen. De nieuwe kerk werd ingewijd in 1772.
In 1771 schonk zij een kostelijke parel (gedateerd 1580-1600) die gebruikt werd om bij processies aan de monstrans te hangen. Deze parel is nog steeds in het bezit van de Sint-Niklaaskerk.
Bij haar overlijden liet Juffrouw van Horne geld en juwelen na om een nieuw orgel te bekostigen. Het werd tussen 1774 en 1776 gebouwd door Egidius Franciscus Van Peteghem. Onderaan het orgel prijkt het wapenschild van van Horne. Dit orgel is sinds 1993 een beschermd monument.

## Overlijden

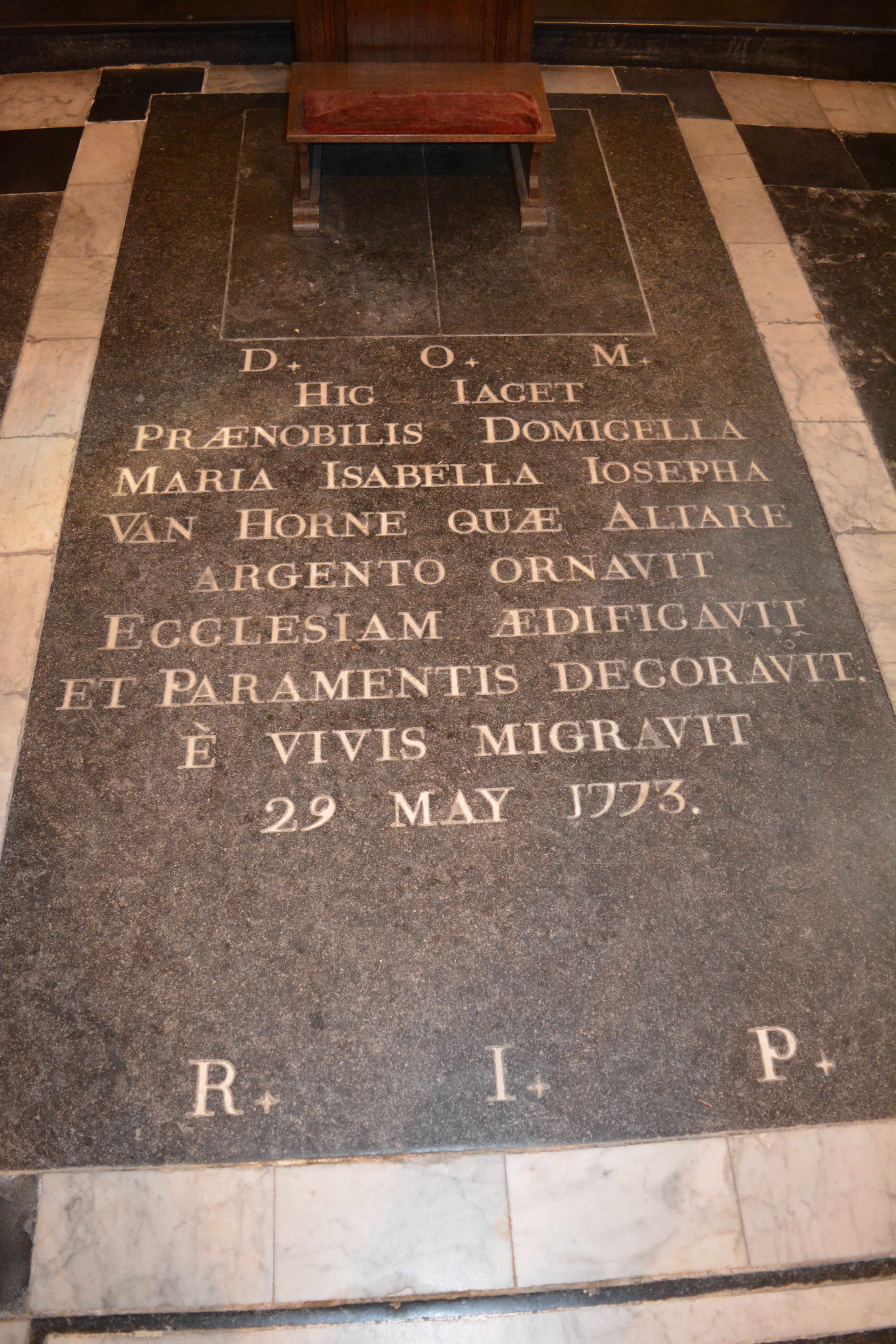
Graf van juffrouw van Horne

Maria van Horne overleed te Antwerpen in 1773. Ze werd begraven aan het hoogaltaar van de nieuwe kerk, een jaar na de inwijding ervan. Zij zou oorspronkelijk begraven worden in de Sint-Joriskerk te Antwerpen. Ze was dit met de pastoor overeengekomen nadat ze kostbare vlaggen en kandelaars had geschonken. Na een dispuut met de kerkmeesters liet ze haar grafkelder daar dichtgooien en besloot ze om begraven te worden in de Sint-Niklaaskerk te Hemiksem..
Juffrouw van Horne stierf kinderloos. Ze liet geld en juwelen na aan de Hemiksemse kerk, zodat het orgel en de verdere afwerking bekostigd konden worden. Haar overige bezittingen, onder meer kasteel Hoog Poorte, gingen over naar haar verwanten van de families de Pret en de Bosschaert. Uit deze families kwamen drie Hemiksemse burgemeesters:
- Philippe de Pret de ter Veken, Hemiksems burgemeester van 1807 tot 1838
- Theodorus Josephus Franciscus de Sales Ghislain, baron Diert, Hemiksems burgemeester van 1839 tot 1846
- Charles de Bosschaert, Hemiksems burgemeester van 1846 tot 1858

## Galerij

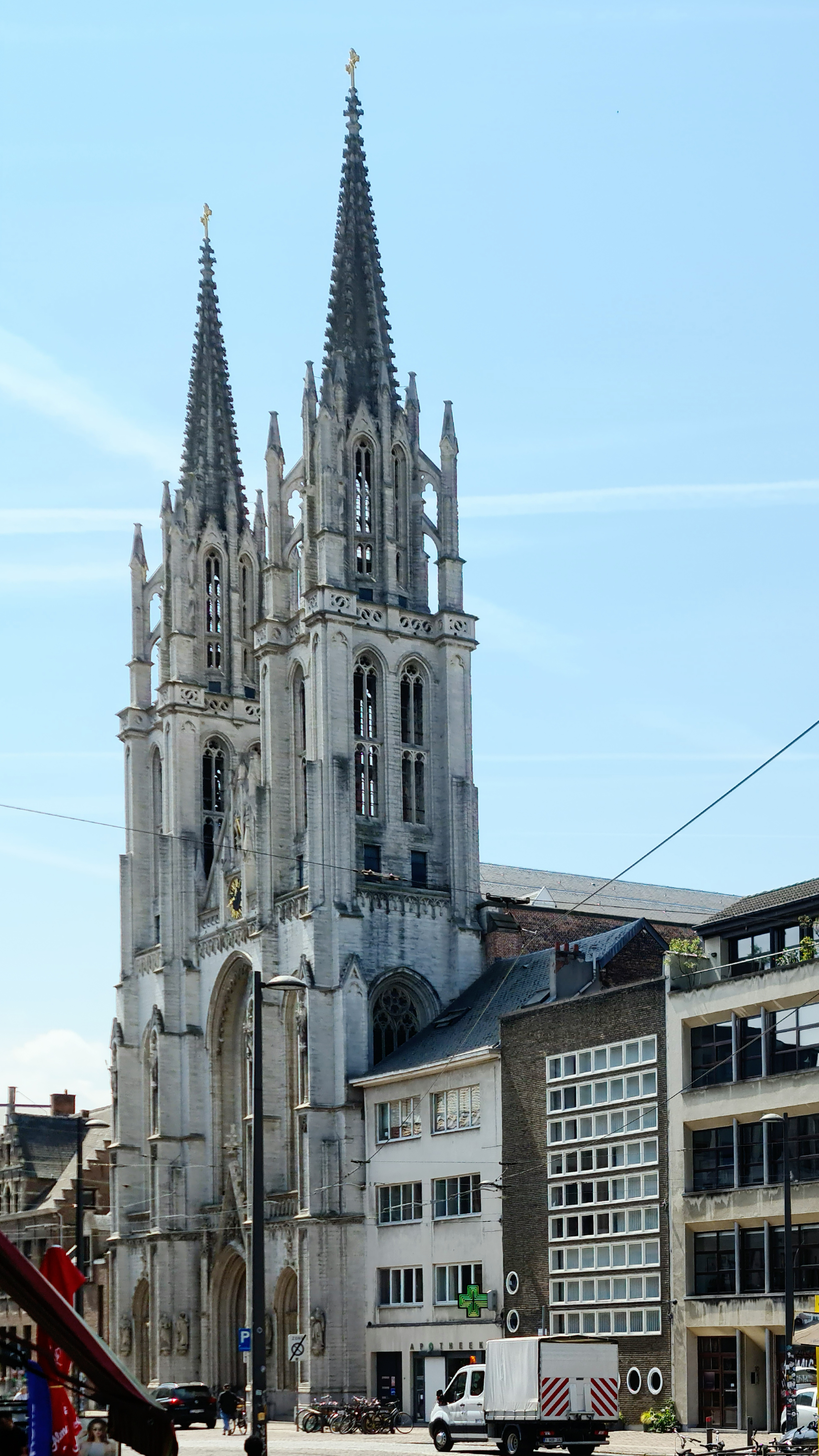
Sint-Joriskerk (Antwerpen), heropgebouwd in de 19de eeuw
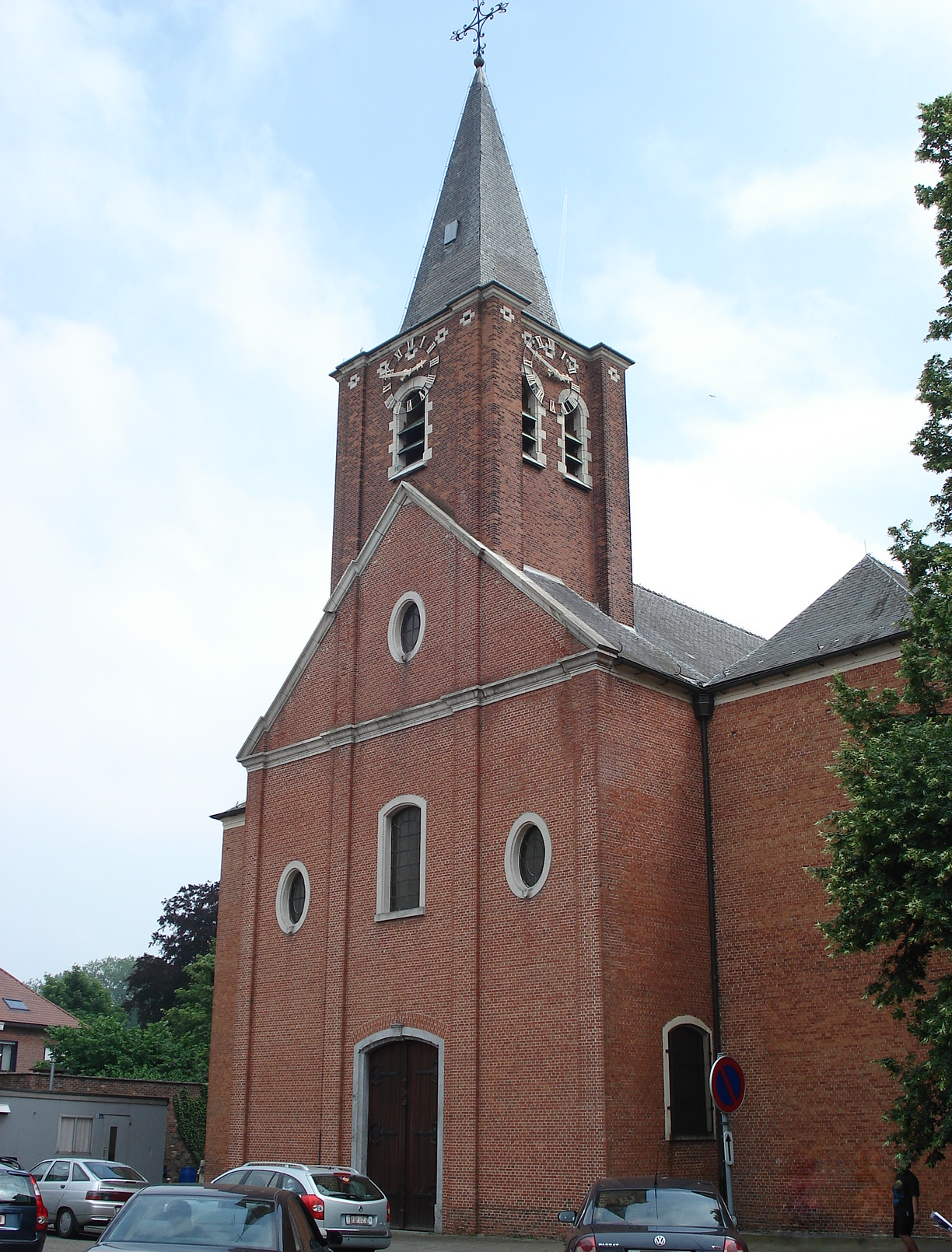
Sint-Niklaaskerk (Hemiksem)
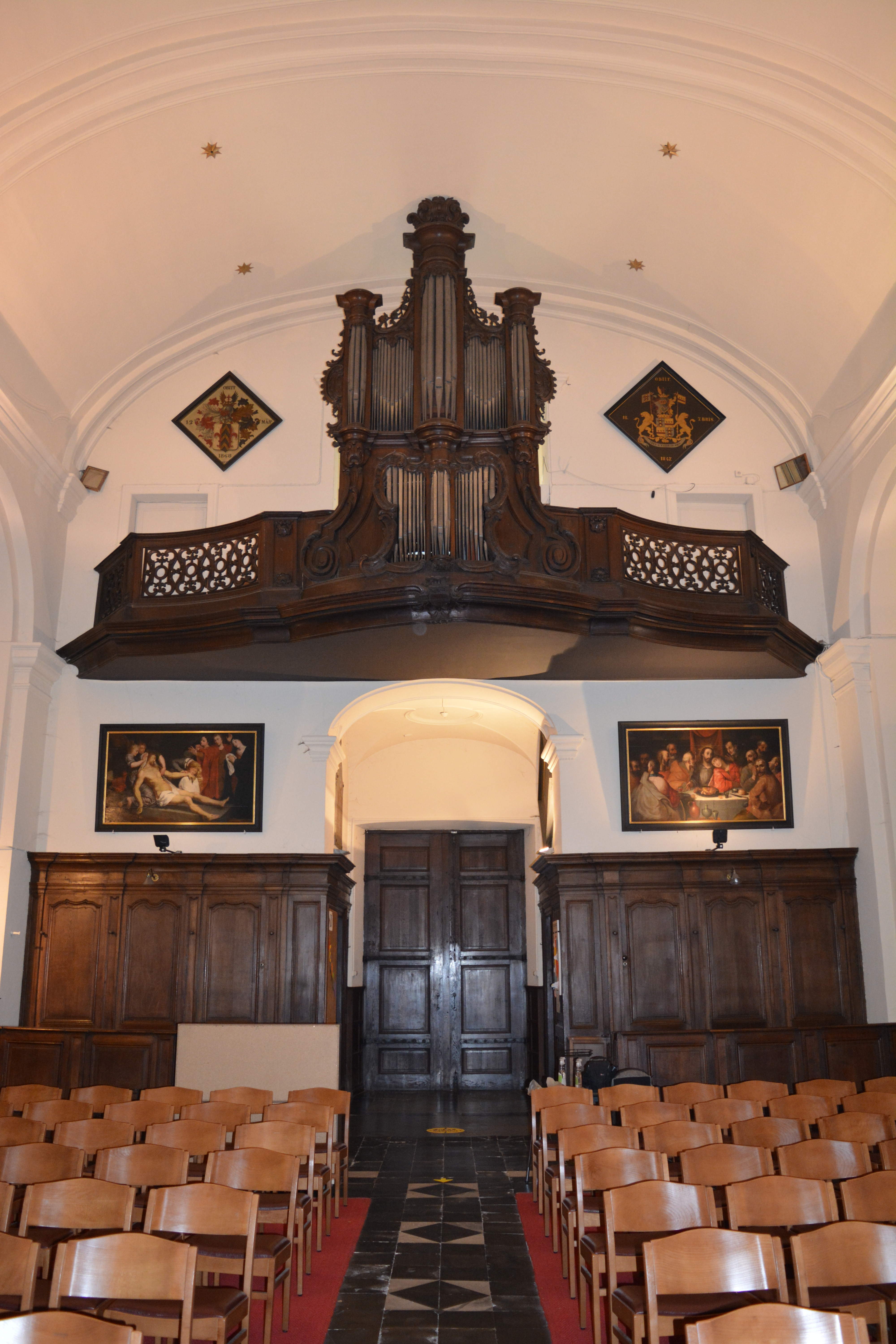
Het orgel werd door juffrouw van Horne postuum bekostigd